# 張向忠
張向忠（1969年7月26日—）山東曲阜人，中華人民共和國異議人士。其曾於2013年参加維權運動，7月被北京市公安局以涉嫌“扰乱社会秩序罪”逮捕，2014年6月11日被北京市海淀区人民法院以“涉嫌信用卡诈骗”进行审判，入獄3年，2016年7月刑满释放出狱。
2017年4月12日，張向忠參加環島旅行團到臺灣旅游，於4月13日脫團向行政院陸委會請求政治庇護，但最終未獲批准，其本人亦意欲返回，最終於19日早上搭機返回大陆。